# Oleiros (Portugal)
Oleiros és un municipi portuguès, situat al districte de Castelo Branco, a la regió del Centre i a la subregió de Pinhal Interior Sul. L'any 2006 tenia 5.988 habitants. Es divideix en 12 freguesias. Limita al nord amb Fundão, a l'est amb Castelo Branco, al sud amb Proença-a-Nova, al sud-oest amb Sertã i al nord-oest amb Pampilhosa da Serra.

## Freguesies
- Álvaro
- Amieira
- Cambas
- Estreito
- Isna
- Madeirã
- Mosteiro
- Oleiros
- Orvalho
- Sarnadas de São Simão
- Sobral
- Vilar Barroco